# الإلحاد في القانون المصري

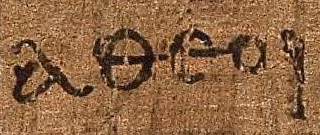
عبارة αθεοι الإغريقية، والتي تعني «أولئك الذين دون إله»، في رسالة بولس الرسول إلى أهل أفسس، أوائل القرن الثالث. ومنها اشتقت كلمة «Atheism» الإنجليزية، التي تعني الإلحاد.

الإلحاد في القانون المصري القانون المصري لا يعترف بالإلحاد، سواء كان الفرد ملحدًا بصورة دائمة أم بصورة مؤقتة. وإذا كان الدستور المصري يكفل حرية العقيدة، فإن الإلحاد ليس بديانة سماوية لها قواعد وأحكام؛ وبالتالي فإن الدستور المصري لا يعترف بالإلحاد، ولا يعترف بتطبيق أية قواعد يتّخذها الملحدون لأنفسهم. وبناءً على ذلك، إذا تزوج ملحدان، فإنه لا تطبق قواعد أو شرائع الإلحاد على القواعد الناشئة عن هذا الزواج، وإنما تكون الشريعة الإسلامية هي الشريعة واجبة التطبيق؛ باعتبارها الشريعة العامة للدولة المصرية.
فإذا كان الشخص مؤمنًا بدين سماوي ثم ألحد أو اعتنق دينًا غير سماوي (كالبوذية، أو المجوسية، أو الفرعونية)، فإن هذا التغيير يعد كأن لم يكن. فلو ألحد أحد الزوجين المسيحيين المصريين أو كليهما، أو اعتنقا دينًا غير سماوي، فإن إلحادهما لن يؤدي إلى استبعاد قواعد الدين المسيحي من التطبيق على هذا الزواج.
وكما أن القانون المصري لا يعترف بالإلحاد، فإنه لا يسمح بإعلانه أو بوجود أية مظاهر خارجية له لأن ذلك يعتبر مُخالفًا للنظام العام في مصر.